# ژان بودئن
ژان بودئن (فرانسوی: Jean Boudehen‎; ۱۱ ژانویهٔ ۱۹۳۹ – ۴ سپتامبر ۱۹۸۲) قایقران کانو اهل فرانسه بود.